# Аліса Кертес
Аліса Кертес (також Kertész Alíz ; нар. 17 листопада 1935) - колишня угорська гімнастка.   
Вона єврейка, народилася в Будапешті (Угорщина).    Вона допомогла Угорщині виграти срібну медаль у командному заліку з гімнастики на чемпіонаті світу з художньої гімнастики 1954 року . 
На Олімпійських іграх 1956 року в Мельбурні вона виграла золоту медаль у командних вправах з переносним обладнанням та срібну медаль у командних комбінованих вправах.  Вона посіла 6-е місце в нерівних брусах. 
Угорська федерація гімнастики нагородила її та її колег по олімпійській команді медаллю Президента Угорщини в червні 2011 року. 